# Fußball-Asienmeisterschaft der Frauen 1983
Die fünfte Fußball-Asienmeisterschaft der Frauen wurde in der Zeit vom 10. bis 17. April 1983 in Bangkok (Thailand) ausgetragen.  Sieger wurde Gastgeber Thailand durch einen 3:0-Endspielsieg über Indien.

## Modus
Es gab keine Qualifikationsspiele, alle sechs gemeldeten Mannschaften nahmen direkt am Turnier teil. In der Vorrunde spielte jede der sechs teilnehmenden Mannschaften einmal gegen jede andere. Die Mannschaften auf Platz 3 und 4 nach der Gruppenphase spielten um den 3. Platz, die Mannschaften auf Platz 1 und 2 erreichten das Finale.

## Vorrunde
| Pl. | Land        | Sp. | S | U | N | Tore    | Diff. | Punkte |
| --- | ----------- | --- | - | - | - | ------- | ----- | ------ |
| 1.  | Thailand    | 5   | 5 | 0 | 0 | 022:100 | +21   | 10     |
| 2.  | Indien      | 5   | 4 | 0 | 1 | 011:200 | +9    | 08     |
| 3.  | Singapur    | 5   | 3 | 0 | 2 | 012:500 | +7    | 06     |
| 4.  | Malaysia    | 5   | 2 | 0 | 3 | 007:160 | −9    | 04     |
| 5.  | Philippinen | 5   | 1 | 0 | 4 | 002:160 | −14   | 02     |
| 6.  | Hongkong    | 5   | 0 | 0 | 5 | 000:140 | −14   | 0      |

|             |   |             |     |
| Indien      | – | Philippinen | 5:0 |
| Singapur    | – | Hongkong    | 2:0 |
| Thailand    | – | Malaysia    | 8:0 |
| Indien      | – | Hongkong    | 1:0 |
| Malaysia    | – | Philippinen | 1:0 |
| Thailand    | – | Singapur    | 3:0 |
| Singapur    | – | Philippinen | 5:0 |
| Indien      | – | Malaysia    | 3:0 |
| Thailand    | – | Hongkong    | 4:0 |
| Singapur    | – | Malaysia    | 5:1 |
| Philippinen | – | Hongkong    | 2:0 |
| Thailand    | – | Indien      | 2:1 |
| Indien      | – | Singapur    | 1:0 |
| Malaysia    | – | Hongkong    | 5:0 |
| Thailand    | – | Philippinen | 5:0 |

## Finalrunde

### Spiel um Platz 3
|          |   |          |                |
| Malaysia | – | Singapur | 0:0, 5:4 i. E. |

### Finale
|          |   |        |     |
| Thailand | – | Indien | 3:0 |